# 星織ユメミライ
『星織ユメミライ』（ほしおりユメミライ）は、2014年7月25日に発売されたWindows用18禁恋愛アドベンチャーゲームである。
本作はtone work'sによって企画と制作が行われ、株式会社ビジュアルアーツにより販売された。シナリオはスクール編とアフター編の二部構成となっており、スクール編では学園生活を通じて主人公とヒロインが恋仲になる展開が、アフター編では恋人同士となった二人が学園生活後に歩む道筋が描かれる。『星織ユメミライ』は2014年に発売された美少女ゲームの売り上げランキングにおいて20位前半に位置している。また、美少女ゲーム雑誌上で行われた、2014年に発売された美少女ゲームが対象のユーザー人気投票では、総合部門で最高4位を達成した。
2016年8月10日にプロトタイプよりPlayStation Vita移植版『星織ユメミライ Converted Edition』が発売され、PlayStation 4版は2017年9月14日に発売された。そして、このコンシューマ版の要素を取り込んでフルHD解像度に対応した『星織ユメミライ Perfect Edition』が2021年6月25日にWindows向けに発売された。

## ゲームシステム
本作は恋愛アドベンチャーゲームであり、主人公である日野 涼介（ひの りょうすけ）の視点から紡がれる文章をプレイヤーは読み進めていく。文章は小説のように地の文と会話文から構成される。ゲームを進めていくことでプレイヤーは特別なCGを閲覧できる。本作にはCGやBGMを鑑賞できる機能が搭載されており、ゲームを1回以上クリアするとこの機能を使用出来るようになる。
本作は選んだ選択肢により異なった結末に向かって物語が進むゲームである。ゲームを進めていくとある時点でゲームが中断し、選択肢が表示される。選んだ選択肢によって物語の道筋が変わり、ある特定の結末に物語が進む。本作の物語には主に6つの道筋があり、それぞれの物語で1人の少女の話が展開する。全ての物語を読むには、ゲームを複数回やり直して違う選択肢を選んで違う道筋に進む必要がある。
『星織ユメミライ』ではtone work's前作の『初恋1/1』と同様にスマートフォンを使うシステムが組み込まれている。作中では主人公が所有するスマートフォンを用いてヒロインと通話をしたり、テキストメッセージを送り合ったりする演出がなされる。ヒロインとの会話中に他のヒロインから電話やメッセージが来るという場面も登場する。また、作中のスマートフォンでカメラ機能を使用すると、お気に入りのシーンをスクリーンショットとして残すことが出来る。PS Vita版ではタッチスクリーンを用いてゲーム内のスマートフォンを操作することが出来る。

## あらすじ
建築士を目指している主人公・日野涼介は、7年ぶりに故郷である汐凪市に戻ってくる。涼介は汐凪第一学園に転入し、幼なじみとの再会や新たな少女との出会いを経験する。後に涼介は行事運営委員会に入り、6人のヒロイン達——逢坂そら・篠崎真里花・瀬川夏希・沖原美砂・鳴沢律佳・雪村透子——と交流していく。やがて涼介は一人のヒロインと親密になっていく。
本作では上記の主人公・ヒロインの他にも3人のサブキャラクターが登場する。韮沢 秀一（にらさわ しゅういち）は涼介の幼なじみであり、涼介が加入する行事運営委員会の委員長を務めている。我妻 盛夫（あずま もりお）は涼介が憧れる建築士であり、アフター編では涼介の雇い主となる。他にも鳴沢律佳のスクール編とアフター編では、律佳の妹でプロのピアニストとして活躍している鳴沢 めぐる（なるさわ めぐる）というサブキャラクターが登場する。

### 逢坂そらルート
逢坂 そら（おうさか そら）は星を愛する少女であり、天文部の唯一の部員である。涼介はそらとの出会いの後、天文部に入り浸り天体観測を行っていく。涼介が好奇心からそらに星を好きになった理由を尋ねると、幼い頃に出会った少年の影響だとそらは答える。幼い頃に七夕祭りで迷子となったそらは、出会った少年と星の話をして大いに励まされた。これをきっかけにそらは、出会いをくれる星をより好きになったという。涼介はそらの人生に大きな影響を与えた少年に対し、密かに対抗心を抱く。やがて涼介はそらへの恋心を自覚して彼女に告白する。そらは少し考えたいと告げ、返事を待つことを涼介に求める。日が経つにつれ涼介は、幼い頃にある少女と星座の話をしたことを思い出していく。後にそらが幼い頃に出会った少年とは涼介のことであると判明し、そらは涼介への想いを告白する。こうして二人は付き合い始める。
初めてのデートでプラネタリウムを訪れたことをきっかけとして、そらはプラネタリウムの解説員を目指すこと、七夕祭りで天文部はプラネタリウムを公演することが決まる。涼介とそらは他のヒロイン達の手を借りながら公演の準備を進めていく。投影機を借りるための資金集めやドーム制作に取り掛かり、途中でドームが崩れるというアクシデントに見まわれつつもプラネタリウムは完成する。七夕祭り当日、プラネタリウムは行列が出来る程に盛況となる。七夕祭りが終わり、星空の下で涼介とそらがずっと一緒にいることを誓う場面でスクール編は幕を閉じる。
アフター編は涼介が大学を卒業し我妻建築事務所に入社してから5年経過した時点から始まる。涼介は独立して日野建築事務所を開業し、そらは市の科学博物館でプラネタリウムの解説員として働いていた。独立した涼介は、友人である秀一のマイホームや市の文化ホールの設計に携わる。一方そらは、流星をテーマに新しいプラネタリウムの企画を立てる。そらが勤務する科学博物館が改築に合わせて設計者を公募することになり、涼介はそれに応募する。デザインの秀逸さや知名度により、涼介は見事に設計の仕事を勝ち取る。また、プラネタリウムの新企画を成功させたそらは、プラネタリウム部門の主任へと昇格する。涼介は後にそらへとプロポーズし、ハワイ諸島のマウナ・ケアで結婚式を挙げる。式を挙げた涼介とそらは同地で天体観測を行う。それから月日が経ち、科学博物館が装い新たに開館する。そこでそらがプラネタリウムの解説を行う場面でアフター編は幕を閉じる。

### 篠崎真里花ルート
篠崎 真里花（しのざき まりか）は涼介の幼なじみである。幼い頃は喘息持ちで学校も休みがちだったが、物語開始時点では完治している。汐凪市に戻ってきた涼介は真里花と再会し、二人は「天体水族館」という七夕祭りの企画を手伝うことになる。これは自然科学部と天文部の合同企画であり、水槽を置いた一室でプラネタリウムも同時に公演する。涼介達は準備として、水族館用の水槽と濾過装置、プラネタリウム用の投影機の自作に取り掛かる。一度は水槽を作り上げるも水漏れが生じ、涼介達は特殊なコーキング剤を手に入れて水槽を作り直す。投影機はピンホール式と決まり、制作途中で光源による熱で恒星球が溶けるというアクシデントが起こるも、光源や恒星球を取り替えることで対処する。
天体水族館の準備の合間に涼介と真里花は相思相愛となり、二人は付き合い始める。涼介は真里花の家に何度も訪れるが、真里花の父親・浩二とは衝突してしまう。それは浩二は真里花と涼介の交際を認めたがらないのであった。挙句の果てに、涼介は浩二から天体水族館の展示が上手くいかなかったら真里花との交際を諦めろとまで言われてしまう。七夕祭り当日、天体水族館は大盛況となる。天体水族館には浩二も訪れ、「たいしたものだった」と涼介に感想を伝える。七夕祭りの翌日、涼介は浩二に呼び出され、真里花が今までいかに喘息に苦しんで来たかを伝えられる。涼介は真里花を必ず幸せにすると浩二に誓う。その後、涼介と真里花がお互いの夢（建築士・保育士）や、二人で幸せになる未来を語り合う場面でスクール編は幕を閉じる。
アフター編は涼介が我妻建築事務所に勤め始めて3年目の時点から始まる。真里花は保育士となっていた。涼介は後に一級建築士の学科試験に合格する。涼介は製図試験にも合格したら結婚して欲しいと真里花にプロポーズし、真里花はそれを受け入れる。プロポーズ後、涼介は浩二に呼び出される。涼介は浩二から、真里花は喘息を治すためになんでも努力したことを聞く。真里花がそこまでしたのは、幼い頃に喘息が理由で涼介との思い出をあまり作れなかったためであった。話を聞き終えた涼介は、浩二に対し真里花との結婚の許可を求める。浩二は涼介のことを約束を守り誠実で真里花のことを真剣に考えてくれる人間だと評し、真里花との結婚を認める。月日は流れ、結婚式にて真里花は両親への手紙を読み上げる。後に涼介と真里花は子を授かる。こうしてアフター編は幕を閉じる。

### 瀬川夏希ルート
瀬川 夏希（せがわ なつき）は卒業アルバム制作委員会に所属する少女であり、同アルバムに載せる写真を撮るためにいつもカメラを片手に校舎内を駆けずり回っている。スクール編では涼介は夏希の写真撮影を手伝うことになる。七夕祭りに向けて、自然科学部は地元に生息する海棲生物をメインにしたミニ海棲生物館を七夕祭りでやることになる。また、天文部は星座と神話をテーマにパネル展示を行うことになる。夏希はどちらの部活からも写真撮影を依頼される。夏希はまず自然科学部の依頼用に図鑑に載っているような魚の写真を撮る。しかし、その写真に満足出来なかった夏希は撮影をやり直し、魚が生きる姿を捉えた写真を撮ることに成功する。次に夏希は天文部の依頼用として星座の写真を撮るも、露光時間を長くし過ぎたために星は線状に写り、星座の写真として使えないものが出来上がる。涼介と夏希はそらから赤道儀を借りて写真を撮り直し、星座を捉えることに成功する。
七夕祭りの準備の合間に、涼介と夏希は相思相愛であることを確認し二人は付き合い始める。二人はデートとして写真展を訪れる。写真展を見学後、涼介は夏希にも写真大会に出るように勧め、夏希は「七夕祭り写真大会」に出ることを決める。以前から「みんなの願いが叶う写真」を撮ることを目標にしていた夏希は、そらから再び赤道儀を借りて大会用に星空の写真を撮る。七夕祭り当日、夏希が撮った魚と星の写真は好評となる。また、夏希は写真大会で審査員特別賞を受賞する。夏希の写真は「祈りの架け橋」というタイトルで、ベガとアルタイルの間に流れた流星を捉えた写真だった。涼介と夏希は、写真の中の流星を見ながらずっと一緒にいられるようにと祈る。こうしてスクール編は幕を閉じる。
涼介と夏希は学園を卒業後、それぞれ大学の建築科と写真の専門学校に進学する。後に涼介は我妻建築事務所に入り、夏希は師事する写真家の下でアシスタントを務めることになる。涼介と夏希は就職後、結婚式は挙げずに籍を入れる。夏希のアフター編は、涼介が我妻建築事務所に勤め始めて2年目の時点から始まる。涼介は事務所内のコンペで設計案を何度も提出し、徐々に認められていく。夏希は「笑顔」がテーマの写真コンテストに応募する。この頃に汐凪第一学園の同窓会が開催し、涼介と夏希はそれに参加する。同窓会の参加者は式を挙げていない涼介と夏希に対し、サプライズで結婚式を開催する。そして二人が愛を誓ってキスをする姿は、夏希の師匠である写真家によって撮影される。後日、写真コンテストの結果を見ると、夏希の作品は準グランプリに選ばれていた。そして、グランプリには涼介と夏希が結婚式にてキスをする写真が選ばれていた。こうしてアフター編は幕を閉じる。

### 沖原美砂ルート
沖原 美砂（おきはら みさ）は海と魚を愛する少女であり、自然科学部の唯一の部員である。父親は汐凪市にあるマリンピアしおなぎという水族館の館長であった が、同水族館は物語開始時点では閉鎖してしまっている。涼介と美砂の交流は、涼介が閉鎖したマリンピアしおなぎを訪れたことをきっかけとして始まる。後に涼介は学園で美砂と再会し、美砂が所属する自然科学部を行事運営委員として手助けすることになる。自然科学部は天文部と合同で七夕祭りにて「星空の水族館」を展示することが決まる。涼介達は広い展示場所を求めて旧館の使用を申請するも難色を示される。これは、マリンピアしおなぎの閉鎖により水族館自体が人気がないと思われていたためである。涼介は調査を行い、同水族館に人気があったことや閉鎖した真の理由を示す。涼介の説明により、自然科学部は旧館の使用を許可される。
涼介達は企画実現に向けて水槽の準備と魚の採集を始める。涼介と美砂は採集のために訪れた無人島で相思相愛であることを知り、二人は付き合い始める。準備の過程では、停電を原因とした水槽の水温上昇と酸素不足、水槽の濁りといったトラブルが発生するが、涼介と美砂の対処により解決する。また、涼介は併設展示用にマリンピアしおなぎの建築模型を作成する。七夕祭り当日、多数の人が水族館を訪れる。美砂は来訪していた市議会議員にマリンピアしおなぎの再開にかける思いを伝える。議員は市民の要望が大きくなれば同水族館が再開する可能性もあると指摘し、地道な啓蒙活動を続けることを勧める。七夕祭り後、二人で打ち上げ花火を見ながらずっと一緒にいることを誓う場面でスクール編は幕を閉じる。
アフター編は涼介と美砂の出会いから8年が経過した時点から始まる。涼介は我妻建築事務所に勤務し、美砂は大学でジュニア・フェローを務めていた。美砂は大学での研究の傍ら、月に一回は子供向けに「海のいきもの教室」を開催していた。美砂のこの教室は人気があり、地方紙に掲載されたり、市議会で取り上げられたりしていた。こうした啓蒙活動が実を結び、マリンピアしおなぎの再開が決まる。同水族館は指定管理者制度により運営されることになる。再開にあたって、我妻建築事務所が改装を担当する。美砂は大学の職を辞し、マリンピアしおなぎの学芸員となる。美砂は新しい企画として涼介と共にクラゲの展示を考え、見事に企画が採用される。開館準備が一段落した頃、涼介は美砂へプロポーズし、美砂はそれを受け入れる。後日、マリンピアしおなぎで二人が結婚式を挙げる場面でアフター編は幕を閉じる。

### 鳴沢律佳ルート
鳴沢 律佳（なるさわ りっか）はピアノを演奏するのが得意な少女である。両親共に高名な音楽家であり、妹のめぐるも既にプロのピアニストとして活躍している。律佳はそんな妹に対し引け目を感じている。涼介と律佳の交流は、汐凪第一学園に転入した涼介が律佳の隣の席になったことから始まる。涼介は律佳が気になり出し、彼女をキャンプに誘ったり、行事運営委員会への参加を促したりする。行事運営委員となった律佳は、七夕祭りにてコンサートの手配を担当することになる。他の行事運営委員に頼まれて、律佳は妹・めぐるを七夕祭りに呼ぶことにする。さらに律佳はめぐるとの二重奏を頼まれるも、自分のピアノに自信がないために断る。その後、涼介は律佳をデートに誘い、何度かデートを繰り返した後に二人は付き合い始める。律佳は涼介との交流を機に少しずつ変化していく。人前でピアノを弾くのが苦手だった律佳は徐々にそれを克服する。また、涼介の計らいにより自分のピアノの価値を知った律佳は、考えを改めてめぐると一緒に七夕祭りでピアノの演奏をすることを決める。
七夕祭りの直前、ある学生バンドがコンサートで演奏したいと申し出る。行事運営委員会は既にプログラムを決めた後だったためその申し出を断る。七夕祭り当日、律佳は先述のバンドは今年卒業の学生のみで構成されており、七夕祭りが最後の演奏機会だったことを知る。律佳はめぐるや行事運営委員会の了承を得て、学生バンドに自分とめぐるの出場権を譲る。その後、コンサートは予定通りの時間で終了するが、涼介達は律佳とめぐるの演奏を実現させるために奔走する。教師や近隣住民との交渉の結果、涼介達はコンサート時間を延長する同意を得る。律佳とめぐるは念願叶ってピアノの連弾を行う。後日、律佳が再びプロのピアニストを目指すことを涼介に告げる場面でスクール編は幕を閉じる。
アフター編は涼介と律佳が同じ大学に進み同棲生活を始める時点から始まる。大学生活の傍ら、涼介は我妻建築事務所でインターンシップを、律佳はピアノのコンクールへの出場をする。律佳は徐々に国際コンクールでも入賞するようになる。大学4年生になると、涼介は我妻から出された入社試験に取り組み、律佳は著名な国際コンクールへ向けて練習に励む。涼介は試験に合格して我妻建築事務所に入社し、律佳は国際コンクールにてグランプリに選ばれる。涼介は就職を機に律佳にプロポーズし、律佳はそれを受け入れる。その後、律佳の初リサイタルが開催し、律佳は今まで出会った人々に感謝のコメントをして最後に自作の曲を演奏する。さらに月日が経ち、律佳が子供にピアノを教えている場面でアフター編は幕を閉じる。

### 雪村透子ルート
雪村 透子（ゆきむら とうこ）は主人公と同じく汐凪第一学園に転校してきた少女である。整った容姿から目立っているが、掴みどころのない性格であるために周りの人々とはあまり打ち解けていない。涼介と透子の交流は、旧館に入っていく透子を涼介が追いかけたことをきっかけとして始まる。透子と共に旧館で過ごす日々を重ね、涼介は透子への恋心を自覚する。涼介は透子に告白するも、透子はそれをまともに取り合わない。後に透子は、転校で別れを繰り返してきたために人を遠ざけるようになったこと、次の引っ越しが迫っていることを涼介に打ち明ける。涼介は引っ越しまでの時間を一緒に過ごすこと透子に求め、透子は学園の七夕祭りまで告白の返事を待つことを条件にそれを承諾する。デートを重ねていくうちに、透子は自分の居場所と夢に関する思いを涼介に打ち明ける。透子は夢や目標を持っておらず、周りの人間に置いて行かれる思いを抱いていた。そうして自分だけの居場所を欲しがるようになり旧館に入り浸るようになったという。
涼介と透子は委員会活動やデートで共に時間を過ごし、やがて七夕祭り当日を迎える。涼介は七夕祭りにて沢山の短冊が飾られた笹を透子にプレゼントする。短冊には1つにつき1人分、透子へのメッセージが書かれていた。涼介は短冊を通じて透子にも居場所があることを示す。プレゼントを受け取った透子は涼介への恋心を告白し、学園で出会った人々との繋がりを大切にすることを誓う。考えを改めた透子は両親に対して我侭を言い、学園を卒業するまでは汐凪市にいることを認めてもらう。こうしてスクール編は幕を閉じる。
アフター編は涼介と透子が大学4年生になった時点から始まる。涼介と透子は同棲し、生活時間帯のずれから生じる寂寥を時に感じつつも二人で過ごしていた。涼介は建築科に進学し、在学中に二級建築士資格を取得するために勉強していた。一方、英文科に進学した透子は早々に内定を得ていた。しかし、透子は今後の人生を真剣に考えて内定を蹴り、涼介を支えるためにインテリアコーディネーターとなることを目指す。二人は勉学に励み、涼介は大学4年時に二級建築士、透子は翌年にインテリアコーディネーターの資格を取得する。入社時期には差が生じるが、二人は共に我妻建築事務所で働くことになる。その後、涼介は誕生日に透子からプロポーズされ、密かに用意していた婚約指輪を出して涼介からも透子へプロポーズを行う。時は流れ、二人が結婚式を迎えるところでアフター編は幕を閉じる。

## 開発・広報

### 企画
本作の企画から発売までの流れは「表：開発タイムライン」の通り。
本作の開発チームであるtone work'sは、ビジュアルアーツの20周年企画作品・『初恋1/1』の専門プロジェクトとして始まった。『初恋1/1』では専門プロジェクトということもあり、「一般的な美少女ゲームを上回る作品規模にしたい」「ユーザーさんへの恩返しをしたい」というスタッフの思いから、様々なアイディアを盛り込んだ採算度外視な作品が作られた。こうして出来た『初恋1/1』は、tone work'sの丘野塔也によれば売り上げは好調でユーザーからも大きな反響があったという。特に、ヒロインと結ばれた後を描く追加シナリオの評価が高かったという。tone work'sは設立当初は二作目を作る予定は全くなかったが、『初恋1/1』の制作終了後にスタッフ間で「もう1本作品を作りたい」という意見が上がるようになり、これが後に『星織ユメミライ』を作るきっかけとなった。
本作の企画には、『初恋1/1』への評価や要望が反映されている。『初恋1/1』ではヒロインと結ばれた後を描く追加シナリオが高評価 だったため、本作はヒロインと結ばれるまでの学生生活を描くスクール編とヒロインと結ばれた後を描くアフター編の二部構成となった。また、『初恋1/1』ではシリアス成分が強いという意見 やもっと甘い展開が欲しいという要望 が寄せられたため、本作では明るくポジティブ でピュア な恋愛を目指すことになった。物語の時期が夏となったのもその一環で、さわやかな青春を描くためとされる。tone work'sの「リアリティある恋愛像」「ヒロインをより身近に描く」というコンセプトは本作でも踏襲された。作品のテーマは「将来の夢と未来への不安に揺れる年頃の少年少女たちによる、青春の絆と達成感」とされ、「プレイした後、心に幸せの残るゲーム」を目指して制作された。

### スタッフ・キャスト
| 役名       | PC版         | PS4・PS Vita版 |
| ---------- | ------------ | -------------- |
| 逢坂そら   | 桐谷華       | 種﨑敦美       |
| 篠崎真里花 | あじ秋刀魚   | 前田恵         |
| 瀬川夏希   | 桃井いちご   | 大久保藍子     |
| 沖原美砂   | 奏雨         | 尾崎真実       |
| 鳴沢律佳   | 北見六花     | 小野涼子       |
| 雪村透子   | 有栖川みや美 | 高田初美       |
| 韮沢秀一   | 堀川忍       | 宮下栄治       |
| 我妻盛夫   | 星一人       | 大羽武士       |
| 鳴沢めぐる | くすはらゆい | 石原舞         |

本作の企画・制作はtone work'sである。ディレクター業務は丘野塔也が担当し、シナリオは丘野塔也・白矢たつき・にっし～・今科理央・魁が担当した。本作のヒロインのうち、逢坂そらの原画は武藤此史、篠崎真里花の原画は恋泉天音、瀬川夏希の原画は秋野すばる、沖原美砂の原画は恋泉天音、鳴沢律佳の原画は秋野すばる、雪村透子の原画は唯々月たすくが担当した。SDイラストは柚木ガオが担当した。BGMは天門・MANYO・水月陵・碓氷悠一朗・しょうゆ・Meeon・どんまるが担当した。動画制作はgram6designが担当した。
本作ではヒロイン数が『初恋1/1』の5人から6人へ増加し、ヒロイン数増加を受けて唯々月たすく・秋野すばる・恋泉天音・武藤此史の計4人の原画家が起用された。ビジュアルアーツに所属する恋泉の他に唯々月たすく・秋野すばるが起用されたのは、前作での仕事が素晴らしかったこと、前作と同じ原画家を起用することでブランドイメージを統一したかったこと、恋泉が描くキャラクターに頭身が近くかつ可愛いキャラクターを描ける人は希少であることなどが理由である。新たに武藤此史を起用したのはtone work'sの作風と原画家としての実力を考慮したためである。
また、声優はオーディションを経て配役が決められた。具体的な配役は「表：キャスト」の通り。本作のスタッフは選考の前にまず、ゲーム概要とヒロインの詳細をまとめた資料を用意し、ヒロインが話す台詞数を算出して予算を決定した。出来上がった資料と予算を制作会社に提出して様々な声優事務所にオーディションの開催を知らせた。各声優が提出したオーディション用の音源を元にシナリオライター達が議論を交わし、最終的にはヒロインのイメージに合う声優を選んで配役が決められた。

### タイトル
本作では前作の『初恋1/1』に比べてタイトルの決定が難航した。『初恋1/1』ではプログラマが出したタイトル案がブランドイメージにも作品にも合っており、直ちに採用されることになった。本作では元々、「夏恋サマーラブ」というタイトル名が付けられていた。これは、『初恋1/1』ではユーザーからシリアスな部分が苦手だという意見が寄せられたため、tone work'sは二作目を明るい作品にするべく「バカっぽくていい」と感じた名称を付けたためである。後にtone work'sはなし崩し的に「夏恋サマーラブ」という名称を使用するのはまずいと感じ、改めてタイトルを考えることにした。しかし、『初恋1/1』のようにブランドイメージにも作品にも合うタイトルを求めるとなかなか上手くいかずにタイトルの決定は難航した。
tone work'sではキャラクターを先に作り上げてからそのキャラクターに合わせて物語やその他の部分を作るという制作方法が採られており、タイトルの考案前にはメインヒロインである逢坂そらが出来上がっていた。物語の時期は夏と決まっていたので、そらと夏のイメージから「星」というキーワードが、七夕から織姫を連想して「織」というキーワードが、幸せとドキドキ感にあふれた明るい話と長い時の流れを表すイメージから「夢」「未来」というキーワードが浮かび上がった。最終的に「星織ユメミライ」というタイトルに決定し、夏を舞台とした明るく・楽しく・爽やかなストーリーと夜空の星に願うような純粋な想いが意味として込められた。タイトルの一部である「ユメミライ」には、学生時代に願う夢とそれが実現した未来という意味が込められており、こうした夢と未来はそれぞれスクール編とアフター編で描かれる。

### キャラクターデザイン
主人公である日野涼介は、物語の時期が夏であるため、それに相応しいように爽やかで快活な性格となった。本作では主人公の設定としてリア充でイケメンという大前提があった。しかし、丘野が出した初期案では、野球をやっていたが怪我で挫折し失意のうちに汐凪第一学園に転入してくるという設定だった。この案は他のスタッフから雰囲気が暗いと指摘されたため、建築士を目指しているという設定に修正された。涼介の夢として建築士が選ばれたのは、学生の頃から目指していても突飛ではなくかつイケてる感じの職業だとスタッフが考えたこと、書店で建築士の安藤忠雄フェアがやっていたことなどが理由である。
逢坂そらは星空が絡むヒロインであるため、星空が映えるシーンでも浮きすぎずに自然に見えるようにデザインされた。ただし、シルエットが地味になりがちだったため、武藤は地味にさせないように非常に苦労したという。そらの髪色は銀色にする案もあったが、「空の青」をイメージに持つヒロインであるため最終的に青色が採用された。また、そらは開発当初は「昴」という名前であったが、原画家の秋野と名前が被るために髪の色から連想して「そら」という名前に変更された。
篠崎真里花は『初恋1/1』で幼なじみを描き切れなかったためにそのリベンジとして作られた。ディレクターの丘野は幼なじみはヒロイン属性が最も強いがゲームでは二番手になりがちであると自説を述べ、たとえ二番手になってしまっても幼なじみというヒロインを取り上げたくて真里花を作り上げたという。幼なじみという設定の下、真里花は地味で普通の女の子というコンセプトでデザインが行われた。これは普通の女の子だからこそ主人公と恋人関係になってずっと一緒に歩んでいくことに大きな説得力が生まれるとスタッフが考えたためである。ただし、地味なだけではなくメインヒロインらしさが出るように胸を大きくするなどの工夫がなされた。
瀬川夏希は、『初恋1/1』ではヒロインの月島叶が人気だったため、叶を元により活発な印象になるようにデザインされた。活発な性格の夏希には、作中の学園生活を楽しくさせる役割を持たせるため、どの場所に現れても違和感がないようにカメラを持つという設定が与えられた。ただし、丘野によればカメラを持つヒロインは疎ましく思われ易く不安だったため、そうならないようにデザインに要望を出したという。夏希が持つカメラはCanon製のコンパクトデジタルカメラであるSX50HS（英：SX50HS）を参考にして描かれた。一眼レフカメラを参考にしなかった理由は、夏希は学生であるためレンズ交換が必要な高価なカメラは相応しくないとスタッフが考えたためである。
沖原美砂のデザインは、物語の時期が夏と決まったために海に関係するヒロインを作りたいとスタッフが考えたのがきっかけであった。スタッフが水族館について調べていくと生徒が水族館を運営している学校があることを知り、面白いと感じたという。そこから水族館が好きで運営したいと考えるヒロイン・美砂が生まれた。上記設定と太陽のように明るくて少し天然なお嬢様というコンセプトの下、恋泉の手により美砂がデザインされた。恋泉は「お嬢様」「海が好き」「巨乳」「ふわっとしてる」という要素の下でデザインに着手したが、デザインに悩まされ描きづらかったという。最終的には恋泉いわく「マリンな感じの、海沿いのお嬢様みたいなイメージ」にデザインされた。美砂はデザイン前は水族館が好きという漠然とした設定だったが、恋泉が仕上げたデザインにはクラゲが数多く描かれており、クラゲが特に好きだという設定が加えられた。
鳴沢律佳は、「誰にも邪魔されることなく1人の世界でピアノを引き続ける孤高の女の子が、自分の世界に入ってくる男と出会ったら?」という疑問から設定が生まれた。外見は、律佳のシナリオを担当した白矢の嗜好により、黒髪ロングが採用された。律佳の設定考案は難航せず、BGMを担当したどんまるによれば最初の会議で決まった程だという。上記設定の下、「黒髪ロング」「透明感」「クールヒロイン」というイメージで律佳はデザインされた。律佳の髪飾りや私服も上記のイメージでデザインが行われた。ただし、クールヒロインといえどもきつい印象にならないように原画を担当した秋野は要所要所で可愛さを残すように作画を行った。
雪村透子は、唯々月と丘野がアイディアを出し合いながら作り上げたヒロインである。透子には気まぐれで猫のような性格で居心地が良い場所を守っているというコンセプトがあり、そこから鍵の設定が生まれたという。また、元々は物語の舞台となる汐凪第一学園には旧校舎はなかったが、制作の過程で透子が旧校舎に勝手に出入りするという設定が生まれたために旧校舎が設けられた。透子のデザインは、存在感を出しつつアフター編での年齢にも適応出来るように注意しながら行われた。透子の髪はセミロングであり、美少女ゲームの中では短い部類となる。そのため髪が映えるように画面演出で髪を風でなびかせるなどの工夫が行われている。
建築士である我妻盛夫は主人公に対して人生の助言をするキャラクターとして考案された。作品のリアリティを上げるため、スタッフたちは建築士を目指す人向けの進路ガイドや安藤忠雄の本を山程買い込み建築士について学習したという。韮沢秀一は主人公の邪魔をせず、格好良いけど適度に抜けているキャラというコンセプトで考案された。秀一に彼女がいるという設定は、ヒロインと秀一が恋仲になるという可能性を消すために考えだされた。鳴沢めぐるについてスタッフは、律佳が持っていないものを全部持っており律佳の暗部を描くには必要不可欠なキャラクターであると述べている。

### 広報展開
2013年9月30日、『星に願いを生ラジオ』と称するインターネットラジオ番組の放送がニコニコ生放送で開始した。2013年12月21日、本作は同日発売の『TECH GIAN』2014年2月号 や公式サイト で公表された。2014年5月3日から5日にかけて、日本各地において「星めぐりツアー」と称した本作の配布イベントが行われた。このイベントではドラマCDや主題歌を収録した「星織ユメボイス」と設定画やスタッフのコメントなどを収録した「星織ユメノート」が配布された。2014年5月23日には本作の共通ルートとヒロイン6人のエッチシーンを収録した体験版が公開された。本作の発売前には他にもしおり配布キャンペーン・発売前カウントダウンムービー とイメージソング の公開などが行われた。

## 音楽
本作には13の歌謡曲があり、その内訳は主題歌1曲、イメージソング6曲、エンディング曲6曲である。『初恋1/1』では歌謡曲は9曲であったが、本作ではフルアルバムを作れるくらいの楽曲数を目指した結果、13の歌謡曲が誕生した。作中では演出として30曲のBGMが流れる。作中で使用された全BGMと主題歌を収録したサウンドトラックは『星織ユメミライ』の予約特典として配布された。作中で使用された13の歌謡曲は『星織ユメミライ Vocal Collection』に収録された。『星織ユメミライ Vocal Collection』の収録曲は下記の通り。
| #         | タイトル                                         | 作詞       | 作曲               | 歌唱       | 時間  |
| --------- | ------------------------------------------------ | ---------- | ------------------ | ---------- | ----- |
| 1.        | 「星織ユメミライ」(ゲーム主題歌)                 | 丘野塔野   | どんまる・竹下智博 | Ceui       | 4:26  |
| 2.        | 「Star Linker」(逢坂そらイメージソング)          | 魁         | MANYO              | 霜月はるか | 5:05  |
| 3.        | 「Celestia」(逢坂そらエンディング)               | 魁         | MANYO              | 霜月はるか | 4:55  |
| 4.        | 「キミの街へ☆彡」(篠崎真里花イメージソング)      | 丘野塔也   | どんまる           | 佐咲紗花   | 5:15  |
| 5.        | 「あいのうた」(篠崎真里花エンディング)           | 丘野塔也   | どんまる           | 佐咲紗花   | 5:08  |
| 6.        | 「Just Love The Moment」(瀬川夏希イメージソング) | 魁         | 竹下智博           | AiRI       | 4:48  |
| 7.        | 「あの夏の宝物」(瀬川夏希エンディング)           | 魁         | 竹下智博           | AiRI       | 5:15  |
| 8.        | 「セイリング！」(沖原美砂イメージソング)         | 丘野塔也   | 宮崎京一           | rino       | 3:33  |
| 9.        | 「未来航路」(沖原美砂エンディング)               | 丘野塔也   | 宮崎京一           | rino       | 4:11  |
| 10.       | 「想いの欠片」(鳴沢律佳イメージソング)           | 白矢たつき | 碓氷悠一朗         | Luna       | 5:24  |
| 11.       | 「大切な人へ」(鳴沢律佳エンディング)             | 白矢たつき | 碓氷悠一朗         | Luna       | 6:11  |
| 12.       | 「Make a Wish」(雪村透子イメージソング)          | にっし～   | ANZE HIJIRI        | Duca       | 4:42  |
| 13.       | 「しあわせの場所」(雪村透子エンディング)         | にっし～   | ANZE HIJIRI        | Duca       | 4:15  |
| 合計時間: | 合計時間:                                        | 合計時間:  | 合計時間:          | 合計時間:  | 63:08 |

## 反響

### 売上
初回版は発売月（2014年7月）の売上ランキングにおいて、『PCpress』・『Getchu.com』・『PUSH!!』・『TECH GIAN』・『Amazon』による集計でそれぞれ2位・3位・3位・2位・2位 を獲得した。翌月（2014年8月）の売上ランキングでは『PCpress』・『Getchu.com』による集計でそれぞれ20位・24位 を獲得した。一方、上位20位までを公表した『PUSH!!』による集計ではランキング圏外であった。2014年8月29日には『星織ユメミライ』の通常版が発売され、2014年8月の売上ランキングにおいて『Getchu.com』による集計で26位を獲得した。2014年の美少女ゲーム年間売上ランキングでは『Getchu.com』・『BugBug』による集計でそれぞれ22位・20位 を獲得した。一方、上位15位までを公表した『PUSH!!』による集計ではランキング圏外であった。上記ランキングにおいて販売本数は明かされていない。
PS Vita版は『ファミ通』の集計によれば、発売日である2016年8月10日から2016年8月14日の間（発売週）に3,585本販売され、発売週の売上ランキングでは21位であった。2016年8月10日から2016年12月25日の間（発売年）では5,443本販売され、2016年期の売上ランキングでは493位、美少女ゲームのみを対象とする売上ランキングでは28位であった。
PS4版は『ファミ通』の集計によれば、発売日である2017年9月14日から2017年12月31日の間（発売年）に1,165本販売され、2017年期の売上ランキングでは923位であった。一方、上位30位までを公表した、美少女ゲームのみを対象とする売上ランキングでは、ランキング圏外であった。
『Perfect Edition』は発売月（2021年6月）の売上ランキングにおいて、『Getchu.com』による集計で通常版が5位、豪華限定版『星に願いをパック』が20位 を獲得した。『BugBug』による集計では6位 を獲得した。

### 人気投票

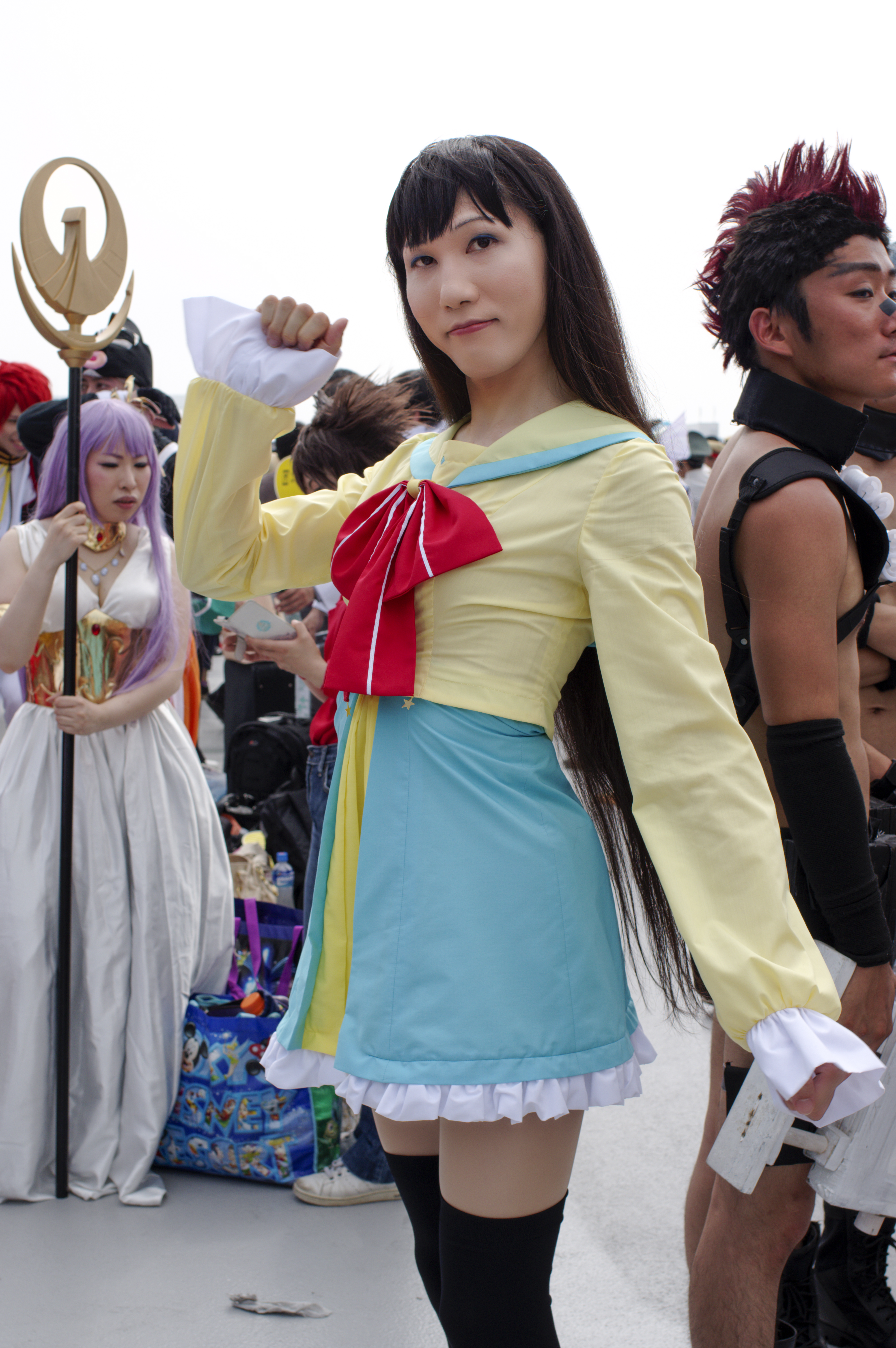
キャラクター・鳴沢律佳のコスプレ（2014年8月17日撮影）

本作は発売月（2014年7月）に出た美少女ゲームを対象とする『Getchu.com』が集計した人気投票において1位に選ばれた。『Getchu.com』による2014年度の美少女ゲーム人気投票では総合部門で5位、グラフィック部門で7位、ミュージック部門で1位、ムービー部門で8位 に選ばれた。ヒロインの鳴沢律佳はキャラクター部門において7位に選ばれた。一方、シナリオ部門・システム部門・エロ部門ではランキング圏外であった。
『BugBug』による2014年度の美少女ゲーム人気投票ではすべての部門でランキング入りを果たし、総合部門で4位、エッチ部門で15位、シナリオ部門で5位、ゲーム性部門で12位、サウンド部門で5位、ヴォイス部門で7位に選ばれた。ヒロインの逢坂そらはキャラクター部門で18位に選ばれた。
『Perfect Edition』は発売月（2021年6月）に出た美少女ゲームを対象とする『Getchu.com』が集計した人気投票において3位に選ばれた。『Getchu.com』による2021年度の美少女ゲーム人気投票では総合部門で18位 に選ばれた。

### 批評
『BugBug』2014年8月号では体験版のレビューが掲載された。スマートフォンを通じてヒロインとテキストメッセージを送り合うシステムに対しては、自分がヒロインとやり取りしているようで面白いと述べられた。シナリオに対しては、きちんと段階を踏んで女の子と仲良くなる様が描かれており感心する、物語の序盤に過ぎない体験版だけでも「リア充」な学園生活を堪能できると述べられた。
『BugBug』2014年9月号では、スクール編のシナリオに対し、何らかの理由でそれぞれ孤立していたヒロイン達が主人公を中心に七夕祭りの準備を通じて結束していく様はまさに青春で感動的であると評された。アフター編のシナリオに対しては、結婚の前後もしっかり描写されており、同棲・プロポーズ・両親への挨拶・マイホームの購入・出産などの展開がヒロインごとに異なる切り口で描かれていると指摘された。同雑誌では各ヒロインの印象と個別ルートの評価も下記のように述べられている。
- 逢坂そらに対しては、言葉少なく素っ気ない態度を取るヒロインであるが自分が好きな星のことになるといきいきと会話する姿が可愛いと述べられた。スクール編のシナリオに対しては、七夕祭りに向けて仲間達とプラネタリウムを協力して作る展開に対し胸を打つとの感想が綴られた。アフター編のシナリオに対しては、お互いの仕事に助言をしあって絆を深めていく様子が描かれていると指摘され、一緒に夢と未来を描くという『星織ユメミライ』のテーマに最も沿った内容で奥深く印象的なシナリオになっていると評された。
- 篠崎真里花に対しては、主人公と一緒に学園生活を送るという、病弱だった頃には出来なかった夢を実現するべく努力する姿がいじらしくて良いと述べられた。スクール編のシナリオに対しては、行事運営委員として主人公と一緒に活動するうちに積極性を獲得するなど、人間的な成長が描かれていて良いと述べられた。アフター編のシナリオに対しては、一番の見所は結婚式であると述べられ、真里花が両親への感謝の手紙を読み上げるシーンは目頭が熱くなるとの感想が綴られた。
- 瀬川夏希のスクール編のシナリオに対しては、活動的な夏希と過ごす毎日はなんとも心地良く、夏希が写真のコンテストに応募する展開に対してはアフター編の伏線になっており面白いと述べられた。アフター編のシナリオに対しては、同棲生活にて甘い展開が続き幸福すぎるとの感想が綴られた。
- 沖原美砂に対しては、『星織ユメミライ』で唯一の年上ヒロインに甘えるシチュエーションが楽しめると述べられた。スクール編のシナリオに対しては、美砂が抱く水族館を再建したいという夢はスクール編では叶わないものの、水族館の閉館理由を調べたり街でアンケートを取ったりするなど、アフター編の伏線が多く張られていると指摘された。アフター編のシナリオに対しては、水族館の再建を目指す本シナリオは建築士志望という主人公の設定が最も生きていると指摘され、見ていて非常に盛り上がるとの感想が綴られた。
- 鳴沢律佳に対しては、素っ気ない態度だった律佳が恋人となると態度が変わりこれが破壊力抜群で萌えるとの意見が寄せられた。スクール編のシナリオに対しては、プロのピアニストである妹に対しピアノの才能で引け目を感じていた律佳が妹と和解し、スクール編のクライマックスで繰りなす連弾は美しくて感動必至だと述べられた。アフター編のシナリオに対しては、プロのピアニストとなった律佳がアフター編の最後に万感の想いを乗せてピアノを弾くシーンは最高に心に響くとの感想が綴られた。
- 雪村透子のスクール編のシナリオに対しては、閉鎖された旧校舎にふたりきりで過ごし絆が深まるというシチュエーションが堪らないと述べられた。涼介と透子が恋人同士となった後に透子が引っ越すことになるという展開に対してはハラハラする展開で目が離せないと述べられた。同棲生活を描いたアフター編のシナリオに対しては、生活時間帯のずれからすれ違いが生じる展開があり甘い生活だけではなくリアルな同棲生活が描かれていると指摘された。

『BugBug』2015年4月号では、「孤立していたヒロインたちが七夕祭りの準備を通じて結束していく姿や、それぞれのヒロインと結ばれたあとの幸せな未来を異なる切り口で描いており、一般的なAVGを圧倒するボリューム感となっている」と述べられた。本作では学園生活でヒロインと恋に落ちる過程だけではなく、卒業後に主人公がヒロインにプロポーズする場面や結婚した後の話も描かれている。『BugBug』の編集長・大澤忠基は本作は『同級生』のように現実と繋がっている感じがすると述べ、ベテランゲーマーにも評価が高い作品ではないかと推測した。音楽に関しては、ヒロインごとに用意されたイメージ曲とエンディング曲の完成度が高く、プレイ後の感動をより高めていると述べられた。各ヒロインの歌謡曲は歌手が全て異なっていること、楽曲制作に天門やMANYOなどが参加していることが指摘され、音楽の制作陣が豪華であり美少女ゲームソング好きにはたまらないと述べられた。
PS Vita版のレビューが『ファミ通』2016年8月18・25日号に掲載された。4人のレビュアーがそれぞれ8, 8, 7, 8点をつけ、40点満点中31点を獲得し、30-31点のゲームが対象となる「シルバー殿堂入り」を果たした。シナリオに対しては、等身大の恋愛模様にリアリティが感じられる、各ヒロインの個性と魅力がうまく描かれている、学生時代の恋愛から結婚に至るまでのシナリオに最後まで読ませる力があるなどの評価があった一方で、劇的な変化が見られないので人によっては退屈に感じるかもしれないとの意見も寄せられた。ゲームシステムに関しては、各機能が充実していて快適にプレイできると述べられた一方で、シナリオの長さに対する選択肢の少なさが指摘された。また、PC版からの追加要素が弱いとの指摘もされた。
ゲーム情報サイトの『Gamer』ではPS Vita版に対し、等身大の恋愛模様を描くための細やかな配慮がある、ヒロインとの関係の積み重ねを丁寧に表現している、ビジュアルの美しさが作品の魅力を支えていると述べられた。
『Perfect Edition』について、『BugBug』2021年9月号にレビューが掲載されている。レビュアーはPS Vita版の追加要素に関し、特に透子の新婚旅行編が気に入ったとし、そこにおける主人公との熱愛ぶりもさることながら、二人で将来生まれる子供の名前を考えたり、家族で過ごす幸せな光景に思いを巡らす様子に感動したと述べている。
なお、青春時代を描いたスクール編とヒロインとの同棲や新婚生活を描いたアフター編という本作の二部構成は、のちにtone work'sから発売された『銀色、遥か』『月の彼方で逢いましょう』にも引き継がれている。

## 関連商品
2014年5月15日に本作のヒロイン・逢坂そらのイラストが描かれたタブレット端末が発売されると発表され、2014年5月22日から2014年6月2日にかけて受注受付が行われた。2014年8月29日には本作で使用された13の歌謡曲を収録した『星織ユメミライ Vocal Collection』が発売された。2015年4月25日には『星織ユメミライ アートワークス』がコアマガジンより出版された。『星織ユメミライ アートワークス』には作中で使用された全てのイベントグラフィックや制作インタビューが掲載された。この他にも登場人物の絵柄入りのマグカップやタペストリーなどのグッズが発売された。
2016年8月10日にPS Vita移植版『星織ユメミライ Converted Edition』が発売され、2017年9月14日にはPS4版が発売された。